# Rifugio Monte Chiappo
Il rifugio Monte Chiappo è un rifugio costruito sulla cima del monte Chiappo (1.700 m) nell'Appennino Ligure sullo spartiacque tra Val Borbera, val Curone, valle Staffora e val Boreca.
Il rifugio si trova presso il confine di tre regioni: Piemonte, Emilia-Romagna e Lombardia e di tre province: provincia di Alessandria, provincia di Pavia e provincia di Piacenza.
Il rifugio è a gestione privata, ha riaperto al pubblico dalla primavera 2009, ed ha cambiato gestione ad inizio agosto 2020. È aperto durante il mese di agosto e tutti i giorni, da metà settembre nei fine settimana in inverno in concomitanza con l'apertura della seggiovia di Pian del Poggio.